# Lakeside Village (Oklahoma)
Lakeside Village est une census-designated place du comté de Comanche, dans l'État d'Oklahoma, aux États-Unis. En 2020, elle compte une population de 162 habitants.